# Amphoe Phato
Phato (พะโต๊ะ) est un district (amphoe) situé dans la province de Chumpon, dans le sud de la Thaïlande.
Le district est divisé en 4 tambon et 43 muban. Il comprenait 22 633 habitants en 2008.